# Fórnice Calpúrnio
Fórnice Calpúrnio (em latim: Fornix Calpurnius ou Fornix Calpurnianus) era um arco triunfal da Roma Antiga que ficava localizado no Clivo Capitolino, entre o Fórum Romano e o Templo de Júpiter Capitolino. Este arco foi citado apenas uma vez, por Paulo Orósio, por ocasião da morte de Tibério Graco (133 a.C.). Não se sabe qual o Calpúrnio que o construiu.